# Plečnikova hiša, Ljubljana
Plečnikova hiša je sestav več hiš na Karunovi ulici 4–6 v ljubljanski četrti Trnovo, v katerih je od leta 1921 pa do svoje smrti prebival slovenski arhitekt Jože Plečnik. Leta 1957 je posest s hišami in vso izvirno opremo odkupilo mesto Ljubljana in jo odprlo za javnost leta 1974 v okviru Arhitekturnega muzeja. Od leta 2010 je v upravljanju Muzeja in galerij mesta Ljubljana. V letih 2013–2015 je bil kompleks celovito obnovljen. V njem je od leta 2015 na ogled stalna razstava o življenju in delu Jožeta Plečnika, občasne razstave in študijsko središče za raziskovalce.
Plečnikova hiša z vrtom je od leta 2009 kulturni spomenik državnega pomena.

## Opis
Prvo hišo na Karunovi ulici je leta 1915 kupil Plečnikov brat Andrej, ki je bil duhovnik. Takrat je bil Jože Plečnik profesor na Umetniško-obrtni šoli v Pragi. V to hišo se je naselil leta 1921, ko je postal profesor v novoustanovljenem oddelku za arhitekturo Tehnične fakultete v Ljubljani. Že kmalu po vselitvi je načrtoval prenovo trnovske hiše, ki bi morala postati domovanje vseh Plečnikov, Jožeta, obeh bratov in sestre z družino. Za vse je predvidel ločene bivalne prostore in skupno kuhinjo z jedilnico, kjer naj bi se srečevali. Projekt je Plečnik sicer uresničil, a je v hiši večino časa prebival sam.
Obe starejši hiši ob Karunovi ulici sta po obnovi preurejeni v informacijski center, študijsko središče oboje v pritličju ter del razstavnih prostorov tako v pritličju kot na podstrešju. Prizidki, ki jih je Plečnih gradil v več fazah: v letih 1923–1925 je na zahodni strani dozidal valjasti prizidek, po dokupu sosednje hiše z velikim vrtom leta 1928 pa na južni strani še zimski vrt. Svojo risalnico je načrtoval v večjem okroglem prostoru v nadstropju stolpa, kjer so velika okna s pogledom na vrt. V sobi je poleg risalne mize in domiselno in funkcionalno izdelanih omar tudi postelja, v sosednjem prostoru pa kopalnica. Za sprejem obiskovalcev je uporabljal zelo skromen kabinet. V pritličju starejšega dela je kuhinja z jedilnico ter manjša delovna soba. V prizidanem zimskem vrtu je Plečnik prezimoval svoje rastline.
Eden izmed Plečnikovih tesnih prijateljev je bil pisatelj Fran Saleški Finžgar, avtor romana Pod svobodnim soncem in duhovnik iz sosednje hiše. Njuna vrtova sta se stikala, zato sta odstranila ograjo, saj sta menila, da so ograje med prijatelji odveč. Plečnik je ob tem dejal, da bodimo ljudje in se imejmo radi.
V domu Jožeta Plečnika so razstavljeni ohranjeni izvirni umetnikovi prostori z opremo, osebni predmeti, glinasti, mavčni in leseni modeli različnih projektov, Plečnikova osebna knjižnica in risarsko orodje.
Danes si obiskovalec lahko ogleda vežo, hodnik, kuhinjo, spalnico s kopalnico, malo sprejemnico, okroglo stopnišče, atelje v nadstropju ter zimski vrt.

## Nadaljnja usoda Plečnikove hiše
Po Plečnikovi smrti leta 1957 se je v hišo preselil Plečnikov nečak Karel Matkovič. Začel je urejati obsežno zapuščino načrtov in korespondence, ki je ostala za arhitektom. Njemu gre zahvala, da se je v hiši skoraj nedotaknjena ohranila vsa dragocena Plečnikova dediščina. 
Po Matkovičevi smrti leta 1971 so se dediči odločili da hišo in vso zapuščino prodajo mestu Ljubljana, ki je na tej osnovi čez leto dni, 1. aprila 1972, ustanovilo Arhitekturni muzej.
Plečnikova hiša je bila urejena in za javnost odprta leta 1974. Občutljivo gradivo je bilo takrat preneseno v bolj primerne prostore v hiši na Korunovi 4, kjer je bilo na razpolago za proučevanje. Na Karunovi 6 je bila leta 2001 urejena recepcija za obiskovalce, v nadstropju pa depo Plečnikove zbirke.
Zavod za varstvo kulturne dediščine Slovenije se je s Plečnikovo hišo začel podrobneje ukvarjati leta 2005, ko je pripravil strokovne podlage za razglasitev hiše za spomenik državnega pomena. Pobudo za prenovo je leta 2007 dala Mestna občina Ljubljana, nato je sledila priprava dokumentacije in konservatorski načrt.
Skupaj s prenovo hiše je potekala tudi konservatorska prenova Plečnikovega vrta. Cilj je bil celostno ohraniti in poustvariti Plečnikovo zasnovo, saj mu je vrt predstavljal ustvarjalni poligon.
Celovita prenova kompleksa Plečnikove hiše je bila izvedena v letih 2013–2015. Konec septembra 2015 je bila ponovno odprta za javnost. Predstavljena je stalna razstava Plečnik, novi so prostori za občasne razstave, študijski center, Plečnikova učilnica za pedagoške in andragoške programe ter muzejska trgovina z izborom oblikovalskih izdelkov in publikacij.